# 克柳奇區

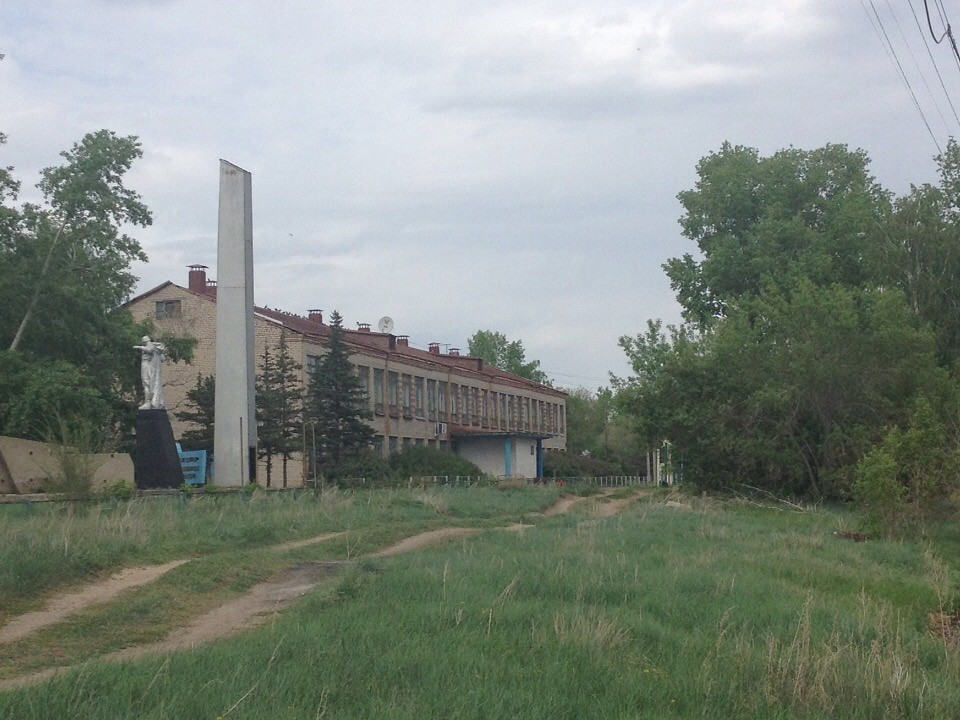

52°16′N 79°10′E / 52.267°N 79.167°E
克柳奇區（俄语：Ключевский район），是俄羅斯的一個區，位於該國南部，由阿爾泰邊疆區負責管轄，面積3,043平方公里，2010年人口18,267，人口密度每平方公里6人。